# Hiliamaetaluo
Hiliamaetaluo is een bestuurslaag in het regentschap Nias Selatan van de provincie Noord-Sumatra, Indonesië. Hiliamaetaluo telt 825 inwoners (volkstelling 2010).